# Động đất quần đảo Aleut 1946
Động đất quần đảo Aleut 1946 xảy ra gần quần đảo Aleut, Alaska vào ngày 1 tháng 4. Trận động đất có độ lớn 8,6 trên thang độ lớn mô men và cường độ VI (mạnh) trên thang đo Mercalli. Nó dẫn đến 165-173 thương vong và thiệt hại hơn 26 triệu đô la Mỹ. Đáy biển dọc theo đứt gãy được nâng lên, gây ra một trận sóng thần tầm cỡ Thái Bình Dương với các cơn sóng có sức phá huỷ cao có độ cao từ 14–40 m. Sóng thần san bằng ngọn hải đăng Scotch Cap trên đảo Unimak, Alaska và giết tất cả năm người trông coi ngọn hải đăng. Mặc dù gây ra sự hủy diệt cho đảo Unimak, sóng thần đã gần như không gây hại vùng đất liền Alaska. Sóng chạm tới Maui, Hawaii 4,5 giờ sau động đất, và Hilo, Hawaii 4.9 giờ sau. Những bản xứ Hawaii đã hoàn toàn mất cảnh giác trước cơn sóng thần do không thể truyền cảnh báo từ ngọn hải đăng Scotch Cap đã bị phú huỷ. Tác động của sóng thần cũng chạm đến bờ biển phía Tây của Hoa Kỳ.
Sóng thần mạnh một cách bất thường so với kích thước của trận động đất. Sự kiện này đã được phân loại là một trận động đất sóng thần do sự khác biệt giữa các kích thước của sóng thần và độ lớn sóng mặt tương đối thấp. Sự phá huỷ quy mô lớn này thúc đẩy việc thiết lập Hệ thống cảnh báo sóng biển địa chấn, cái mà sau này trở thành Trung tâm Cảnh báo sóng thần Thái Bình Dương trong năm 1949.